# Eugenia liesneri
Eugenia liesneri är en myrtenväxtart som beskrevs av Barrie. Eugenia liesneri ingår i släktet Eugenia och familjen myrtenväxter.
Artens utbredningsområde är Honduras. Inga underarter finns listade i Catalogue of Life.